# Papa Conó
Conó (Sicília, 630 - Roma, 21 de setembre de 687) fou el 83è papa de Roma entre 21 d'octubre de 686 i el 21 de setembre de 687.
Nascut en una data desconeguda, sembla que era fill d'un oficial de tropa de Tracesis o de Tràcia. Va ser educat a Sicília i ordenat sacerdot a Roma. Quan morí el seu antecessor, el Papa Joan V, el clergat romà es mostrà partidari de l'elecció de l'ardiaca Pasqual, i la milícia, de l'arxiprest Teodor.
La seva edat, aspecte venerable i caràcter senzill van fer que els clergues i els soldats de Roma, que estaven en desacord sobre l'elecció, deixessin de banda els seus candidats i l'elegissin papa. Va ser consagrat el 21 d'octubre del 686.
Va rebre els missioners irlandesos Quilià i els seus companys i va consagrar-lo bisbe i va encarregar-lo a ell i altres de predicar la fe a Francònia.
Va morir a causa d'una llarga malaltia, el 21 de desembre del 687. Va ser enterrat a la basílica de Sant Pere del Vaticà. Alguns diuen que fou enverinat a Roma per ordres de la cort de l'Imperi Romà d'Orient.